# Steinplattenbrücke (Dun Carloway)
Die Steinplattenbrücke von Dun Carloway ist eine Brücke in der Ortschaft Dun Carloway auf der schottischen Hebrideninsel Lewis. 1993 wurde das Bauwerk in die schottischen Denkmallisten in der Kategorie B aufgenommen.

## Beschreibung
Steinplattenbrücken sind ein früher Brückentyp. Vorliegende Brücke entstand jedoch erst im 19. oder 20. Jahrhundert. Sie führt, je nach Interpretation, über einen Arm des Loch an Dùin oder den namenlosen Abfluss aus dem See. Der Viadukt ist als Trockenmauerwerk aus Naturstein gelegt. Er überspannt das Gewässer mit vier Öffnungen und verfügt über keine Brüstungen. Die Straßenbrücke erfüllt heute keine wesentliche infrastrukturelle Aufgabe.